# Таишо период
Тајшо период (大正時代 - Тајшо џидај), је период историје Јапана који је започео 30. јула 1912. године, доласком цара Тајшо на престо и трајао је до 25. децембра 1926. године. Због лошег здравља цара Тајшо, власт практично прелази у руке олигархијске групе старијих државника Генро (元老), који су такође представљали чланове јапанског парламента Кокај (国会) и припадали демократским оријентисаним странкама. Тајшо период, стога карактерише либерални покрет познат и као Тајшо демократија.

## Историјске и политиче основе
На дан 30. јула 1912. године, умире цар Меиџи и наслеђује га његов син принц Јошихито, који постаје нови владар Јапана као цар Тајшо. Утицаји западњачке културе, настављају се и у овом периоду. Уметници попут Кобајаши Кијочика, усвајају западњачу технику сликања, међутим настављају да стварају и у техници Укијо-е. Мори Огај и Нацуме Сосеки студирају у инсостранству и бивају упознати са модерним токовима запада.
Последице Меиџи обнове из 1868. године, нису само утицале на испуњавање локалних и иностраних политичких и економских захтева, веч су утицале и на успешну самоодбрану Јапана од надолазећих колонијалих сила. Услед оваквих околности, у Јапану се развија и интересовање ка социјализму и урбаном виду Пролетаријата. Бирачка права, социјална и радна заштита, као и ненасилни протести постају идеали раних левичарских покрета. Пораст и јачање опозиције ће напослетку довести до одлуке владе да се укине Јапанска Социјалистичка партија (日本社会党 - Нихон Шакајто), само годину дана након њеног оснивања 1906. године. Ово ће резултовати потпуном уништењу социјалистичког покрета у Јапану.
Увидећи јачину растућих конфликата између Немачке и Европе (од кога ће напослету започети Први светски рат), Јапан одлучује да нападне окупиране немачке зоне у Кини и Пацифику, 23. августа 1914. године. Убрзо након тога успева да заузме кинеску провинцију Шандунг, Маријанска острва, Каролинска острва и Маршалска острва у Тихи океану. 
Са подршком западњачке алијансе, уплетене у рат у Европи, Јапан успева да прошири још више свој утицај у Кини објављивањем Двадесетједног захтева (対華二十一ヵ条要求 - Тајка Ниџуикајјо Јокју), током јануара, 1915. године. Поред заузимања већине немачих територија Манџурије и унутрашње Монголије, Јапан захтева и поседовање великих рудника и металуршких комплекса у централној Кини. 
Током 1920-их, Јапан се окреће ка демократском типу владавине, међутим парламентарна владавина није била довољно дубоко укорењена како би се одржала под притиском све већих економских и политичких притисака током 1930-их.